# Мени (Луизијана)
Мени (енгл. Many) град је у америчкој савезној држави Луизијана.

## Демографија
По попису из 2010. године број становника је 2.853, што је 36 (-1,2%) становника мање него 2000. године.
| Група             | 2000.         | 2010.         |
| Белци             | 1.366 (47,3%) | 1.264 (44,3%) |
| Афроамериканци    | 1.370 (47,4%) | 1.373 (48,1%) |
| Азијати           | 14 (0,5%)     | 20 (0,7%)     |
| Хиспаноамериканци | 49 (1,7%)     | 79 (2,8%)     |
| Укупно            | 2.889         | 2.853         |